# 金伯莉·博斯
金伯莉·博斯（荷蘭語：Kimberley Bos，1993年10月7日—）生于埃德，是一名荷兰女子钢架雪车运动员。她最初练习体操，但因为各种原因而于2009年初选择放弃。同年，她在她的家乡开始接触雪车。她在从事雪车运动期间参加了2012年冬季青奥会，并获得女子双人铜牌。后来，她由于在雪车上表现平平，于2013年听从他人建议改练钢架雪车。2022年，她在北京冬奥摘得铜牌，成为继单板滑雪运动员尼科琳·绍尔布赖之后又一位在非滑冰项目上收获冬奥奖牌的荷兰选手。